# よしえのクリスマス
「よしえのクリスマス」は、1982年11月5日に発売された柏原芳恵の企画シングルで、クリスマスソングのカバー全4曲が収録されている。

## 概要
ファンの間でも入手が困難なレア商品として知られる作品である。ジャケットは見開きになっており、内側には柏原芳恵本人の手によるイラストが描かれている。表紙の写真は、クリスマスを意識して赤い服を着た柏原と5人の子供たちを一緒に写したものになっている。収録曲が4曲であることと仕様が特殊であることから、価格は1000円で販売された。盤は通常の黒いものではなくホワイトレコードになっており、付録の洋型封筒が同封され、中には星形のメッセージカードが入っている。封筒、カードともジャケットと同様に柏原本人によるイラストが描かれている。
回転数は通常のシングルレコードと違い、LPと同じ33回転となっている。
オリコンチャートの最高位は88位。公称シングル売上の枚数は5万枚。

## 収録曲

### SIDE A
1. ジングル・ベル　Jingle Bells (2:31)[5]
作詞・作曲：ピアポント　訳詞：音羽たかし　編曲：竜崎孝路
2. 赤鼻のトナカイ (2:21)[5]
作詞・作曲：ジョニー・マークス　訳詞：新田宣夫　編曲：竜崎孝路

### SIDE B
1. サンタが町にやってくる　Santa Claus is Comin' To Town (2:29)[5]
作詞：ヘブン・ギレスピー　作曲：フレッド・クーツ　訳詞：たかおかんべ　編曲：竜崎孝路
2. きよしこの夜　Silent Night,Holy Night ～よしえのクリスマスメッセージ (4:36)[5]
（讃美歌から）作曲：グルーバー

## 関連商品
- 柏原芳恵 デビュー30周年シングル･コレクション［29CD+DVD］
- セブンティーン +6 ＜生産限定盤＞

## 参考資料
- 70-80年代アイドル・芸能・サブカル考察サイト『idol.ne.jp』
- アイドル・ポップ・データベース